# Эдеа
Эде́а (фр. Édéa) — промышленный город на юге Камеруна, в Прибрежном регионе, центр департамента Санага-Маритим. Население 122,3 тыс. человек (данные 2001 года).

## География
Город расположен в 60 километрах к юго-востоку от Дуалы и в 150 километрах к юго-западу от Яунде, в 50 километрах от Атлантического океана, на левом берегу реки Санага.

## История
До возникновения города на его месте существовало поселение народа бакоко. Сам город был основан немцами в октябре 1891 года, которые оценили его выгодное географическое положение и построили мост через реку Санага. Интересно, что прилегающие районы были взяты под контроль немцами только в 1904 году. Несмотря на размещение в городе гарнизона, Эдеа всегда находился под гражданским управлением. После Первой мировой войны Эдеа перешёл к французам.

## Население
| Численность населения по годам (тыс. чел.) |      |      |       |       |
| Дата оценки или переписи                   | 1970 | 1987 | 2001  | 2008  |
| Численность населения                      | 23,0 | 50,6 | 122,3 | 186,6 |

## Религия
В Эдеа расположена католическая епархия (с 22 марта 1993 года).

## Экономика

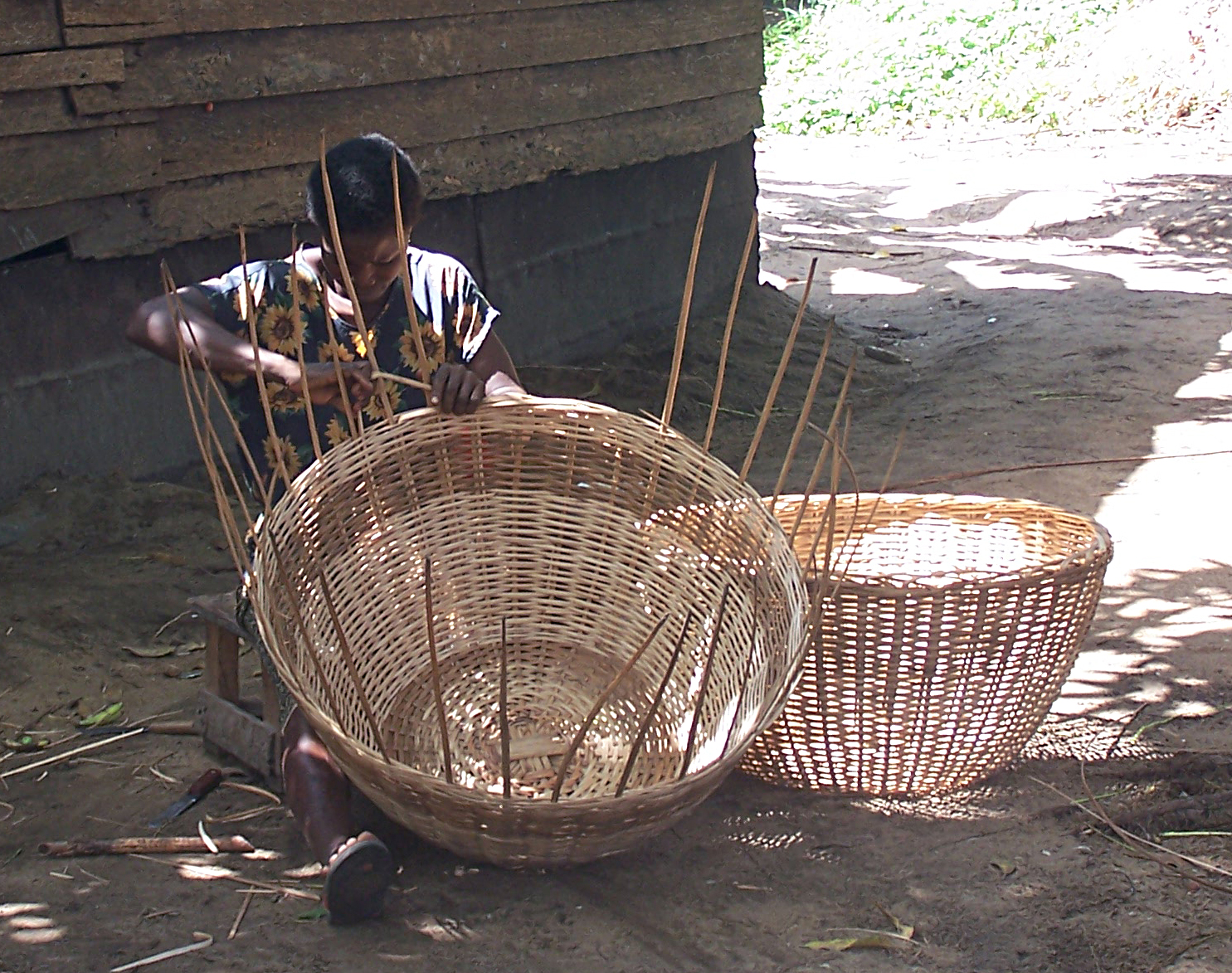
Изготовление корзин в Эдеа

Главным предприятием города является алюминиевый завод «Пешине-Алюкам», построенный ещё в колониальные времена французами (в 1957 году). Этот завод стал первым алюминиевым заводом в Западной Африке. В 1960-е годы завод производил 45 — 60 тыс. тонн алюминия в год. К 2005 году его мощность возросла до 90 тысяч тонн алюминия в год. В настоящее время принадлежит совместному предприятию «Алюкам», управляемым Камерунским правительством и иностранными инвесторами. По одним данным, Камерунскому правительству принадлежит 39 % акций предприятия, по другим — 46,7 %. Глинозём для завода поступает из Гвинеи, которая обладает самыми крупными запасами бокситов в мире. Строительство завода в Эдеа было обусловлено возможностью получения дешёвой электроэнергии за счёт сооружения гидроэлектростанции, использующей перепады реки Санага. Мощность ГЭС в 1976 году составляла 264 МВт. В 1971 году электростанция выработала 1,2 млрд кВт·ч электроэнергии, свыше 90 % которой было потреблено заводом. Благодаря ГЭС Эдеа стал первым электрифицированным городом в Камеруне. Завод производит рифлёный листовой алюминий (с 1962 года) и алюминиевый прокат (с 1968 года). Практически вся продукция завода экспортируется. В 2005 году было объявлено о расширении мощности завода до 300 тысяч тонн алюминия в год.
Из других отраслей развиты производство стали, деревообработка, производство бумаги. К северу от Эдеа находится шахта по добыче бокситов. В окрестностях Эдеа много ферм, занимающихся производством пальмового масла, выращиванием бананов и какао.

## Транспорт
Город Эдеа связан железной дорогой и автодорогами с городами Яунде и Дуала. Эдеа имеет очень выгодное транспортное положение — до 1980-х годов в Эдеа были единственные в провинции железнодорожный и автомобильный мосты через реку Санага.
Продукция, предназначенная на экспорт, главным образом алюминий, поступает по железной дороге в порт Дуалы. В сентябре 2007 года было объявлено о строительстве 130-километровой железной дороги до города Криби, порт которого более удобен для крупных судов, чем аналогичный в Дуале.